# 72 девице (представа)
72 девице је позоришна представа коју је режирао Милан Нешковић према комаду Димитрија Војнова.
Музику за представу је радио крушевачки поп-панк састав Sweeper.
Премијерно приказивање било је 22. новембра 2007. године у омладинском позоришту ДАДОВ.

## Радња
Прича прати два београдска штребера који одлучују да се учлане у Ал Каиду и постану бомбаши самоубице, очекјући да ће им се на небу испунити обећање о вечитом уживању.

## Улоге
| Лица                   | Глумци              |
| ---------------------- | ------------------- |
| Крста                  | Милан Марић         |
| Добривоје              | Мирослав Ђурђевић   |
| Сандра                 | Милица Јанкетић     |
| Тања                   | Миа Батајић         |
| Ликвидатор             | Никола Јаношевић    |
| Али                    | Стеван Шербеџија    |
| Маша                   | Јелена Пузић        |
| Директор ЦИА           | Теодора Атанасковић |
| Помоћник директора ЦИА | Немања Стаматовић   |